# Questo me lo sposo io
Questo me lo sposo io (Bride for Sale) è un film statunitense del 1949 diretto da William D. Russell.